# 가장동 (대전)
가장동(佳狀洞)은 대전광역시 서구 남부에 있는 행정동 및 법정동이다. 가장동은 동쪽에 유등천을 경계로 하여 중구 태평동과 접해 있고, 남쪽은 변동, 서쪽은 내동, 북쪽은 괴정동과 용문동이 접해 있다. 지금은 주택과 아파트로 빼꼭하게 차 있지만, 1970년대 중반까지만 하더리도 비옥한 논과 밭으로 이루어진 넓은 들판이었다. 현재는 서구의 관문이자 교통의 요충지이며, 아파트와 단독주택이 조화롭게 어우러진 전형적인 주거지역이다.

## 지명
가장동 일대의 옛날 이름이 ‘들말’과 ‘대추마루’였는데, 지금의 ‘가장동’(佳狀洞)이라는 명칭은 각종 문헌 및 향토사료 등에 의하면, ‘들말’에서 시작되었음을 알 수 있다. ‘넓은 들판에서 생산한 곡식을 창고에 많이 가두는 마을’이라고 하여 ‘들말’을 ‘가둔이’라고 부르기도 했다고 한다. 한자로 표기하면서 ‘많이 가두어 둔다’는 의미를 살릴 수 있도록 한자로 ‘더할 가’(加)와 ‘감출 장’(藏)을 써서 가장(加藏)이라 표기하였고, 세월이 흐르면서 한자표기인 ‘가장’에 고을의 준말인 ‘골’이라는 우리말을 붙여 ‘가장골’이라 부르게 되었을 것으로 추측되고 있다. 결국 뜻은 점점 잊혀지고 음만 남게되어 ‘가장골’로 불리다가, 조선 초기부터 ‘가장동리’(佳壯洞里)로 기록되었고, 1914년 일제시대 행정구역 변경 때 ‘가장리’(佳狀里)로 표기되었고, 행정 구역 승격을 거쳐 현재의 이름인 가장동(佳狀洞)이 되었다.

## 연혁
- 백제시대 : 노사지현에 속함
- 신라시대 : 비풍군 유성현에 속함
- 고려시대 : 공주부에 속함
- 조선시대 : 공주군 천내면 가장동리, 가장골
- 1895년 고종 32년 : 회덕군 천내면에 편입
- 1914년 3월 1일 : 대전군 유천면 가장리로 개편, 일부 내동리로 편입
- 1935년 10월 1일 : 대덕군 유천면 가장리로 개편
- 1963년 1월 1일 : 충청남도 대전시 가장동으로 개편, 용문동 행정관할구역에 속함
- 1970년 7월 1일 : 용문동에서 괴정동을 분동, 괴정동 행정관할구역에 속함
- 1971년 7월 1일 : 충청남도 대전시 중구 가장동으로 개편
- 1982년 9월 1일 : 괴정동에서 가장동을 분동, 가장동과 내동을 행정관할구역으로 함
- 1988년 1월 1일 : 충청남도 대전시 서구 가장동으로 개편, 중구에서 서구 분구
- 1989년 1월 1일 : 직할시로 승격하여 서구 가장동으로 개편
- 1995년 1월 1일 : 광역시로 승격하여, 대전광역시 서구 가장동으로 개편
- 1996년 8월 26일 : 가장동에서 내동을 분동

## 교육
- 가장초등학교
- 대전은석학교